# لوتشيانو بيانكي
لوسيان بيانكي (بالإيطالية: Lucien Bianchi) مواليد 10 نوفمبر 1934 في ميلانو، إيطاليا، هو سائق فورملا 1 بلجيكي سابق كان قد بدأ مسيرته الاحترافية عام 1959. كان أول سباق له هو سباق الجائزة الكبرى البلجيكي 1959. خاض خلال مسيرته 19 سباقاً.

## روابط خارجية
- لوتشيانو بيانكي على موقع eWRC-results.com (الإنجليزية)